# 武市玲子
武市 玲子（たけいち れいこ、1962年 - ）は、日本の地方公務員。東京都歴史文化財団副理事長、東京都生活文化局長、東京都交通局長、公営交通事業協会会長、日本地下鉄協会副会長等を経て、はとバス代表取締役社長。

## 人物・経歴
一橋大学商学部卒業。1986年東京都入庁、労働経済局。千代田区政策経営部政策立案担当課長等を経て、2007年東京都生活文化スポーツ局総務部総務課長（統括課長）。2009年東京都生活文化スポーツ局参事。2010年東京都建設局参事、東京動物園協会総務部長。
2013年東京都生活文化局私学部長、東京都青少年赤十字指導者協議会副会長、東京都交響楽団監事、全国高等学校総合体育大会東京都実行委員会委員、全国高等学校総合体育大会参与。2015年東京都生活文化局総務部長。2017年東京都生活文化局理事、東京都歴史文化財団副理事長。2018年東京都生活文化局次長、風呂敷プロジェクト実行委員会委員。2020年東京都人事委員会事務局長。
2021年東京都生活文化局長、東京マラソン財団評議員、都民劇場理事。2022年東京都交通局長、公営交通事業協会会長（代表理事）、日本地下鉄協会副会長（代表理事）、東京臨海高速鉄道取締役、ゆりかもめ取締役、東京都職員共済組合組合会議員。2023年はとバス代表取締役社長。

## 家族
- 夫 - 武市敬（元東京都副知事）[19]